# Aubria subsigillata
Espèce
Synonymes
- Rana subsigillata Duméril, 1856
- Phrynopsis ventrimaculata Nieden, 1908
- Aubria occidentalis Perret, 1995 "1994"

Statut de conservation UICN

 LC  : Préoccupation mineure
Aubria subsigillata est une espèce d'amphibiens de la famille des Pyxicephalidae.

## Répartition
Cette espèce se rencontre : 
- dans le Sud-Ouest du Cameroun, dans l'Ouest du Gabon et en Guinée équatoriale ;
- en Guinée, au Liberia, en Côte d'Ivoire, au Ghana et au Nigeria.

## Taxinomie
La  synonymie de Aubria occidentalis n'est pas reconnue par l'UICN.

## Publication originale
- Duméril, 1856 : Note sur les reptiles du Gabon. Revue et Magasin de Zoologie Pure et Appliquée, Paris, sér. 2, vol. 8, p. 369-377, 417–424, 460–470 & 553–562 (texte intégral).